# Schober (Salzkammergut-Berge)
Der Schober ist ein Berg in den Salzkammergut-Bergen im Salzkammergut, an der Grenze von Oberösterreich und Salzburg.

## Beschreibung und Geologie
Der Schober gehört zur Schafberggruppe der Salzkammergut-Berge.
Mit seinen 1328 m ü. A. ist der Schober die höchste Erhebung in der Geländekante, deren logische Fortsetzung über die Schatzwand (1264 m ü. A.) hinaus die imposante Drachenwand (1176 m ü. A.) über dem Mondsee bildet. Sie ist eine der im Raum Salzkammergut hunderte Meter hohen Abbruchfront der überschobenen Decke des Dachsteinkalks gegen die niedrigen Vorberge der Flyschzone (Kolomansberg) zum Alpenvorland. Nach Westen läuft der Fuß der Drachenwand-Schober-Kante in die Flur Thalgauegg zwischen Thalgau und Fuschlsee, die, von der Fuschler Ache durchbrochen, im Heuberg bei Salzburg ausläuft. Vor den Abbrüchen liegt nordseitig ein bewaldeter Schuttfuß mit mächtigen Blockhalden.
Die Südabhänge fallen bewaldet und mittelsteil gegen Fuschlsee und Eibenseebach vom Eibensee ab.
Dem Schobergipfel südlich vorgelagert erhebt sich der Nebengipfel Frauenkopf (1304 m ü. A.) über Fuschl am See.

## Routen, Hütten
Auf dem Gipfel des Schober befindet sich eine Notunterkunft des ÖAV, die Schoberhütte.
- Die Normalroute verläuft vom Parkplatz (924 m ü. A.) aus, an der Ruine Wartenfels vorbei, durch felsiges Terrain in Richtung Gipfel. Da die Route unter dem Gipfel über Trittklammern und entlang eines Drahtseiles durch ausgesetztes Gelände führt, ist ein gewisses Maß an Trittsicherheit und Schwindelfreiheit erforderlich.
- Die zweite Route beginnt ebenfalls am Parkplatz, zweigt aber nach etwa 5 Minuten rechts ab. Der Weg verläuft, die meiste Zeit durch lichten Wald, ein paar Meter unterhalb des Frauenkopfes vorbei auf den Gipfel. Diese Route ist zwar länger, erfordert aber geringere wandertechnische Fähigkeiten und ist daher für Ungeübte eher geeignet.

## Wartenfels
Am Westfuß des Schober erheben sich die Reste der Burg Wartenfels.

## Bilder

### Ansicht

Nord-West-Ostansicht
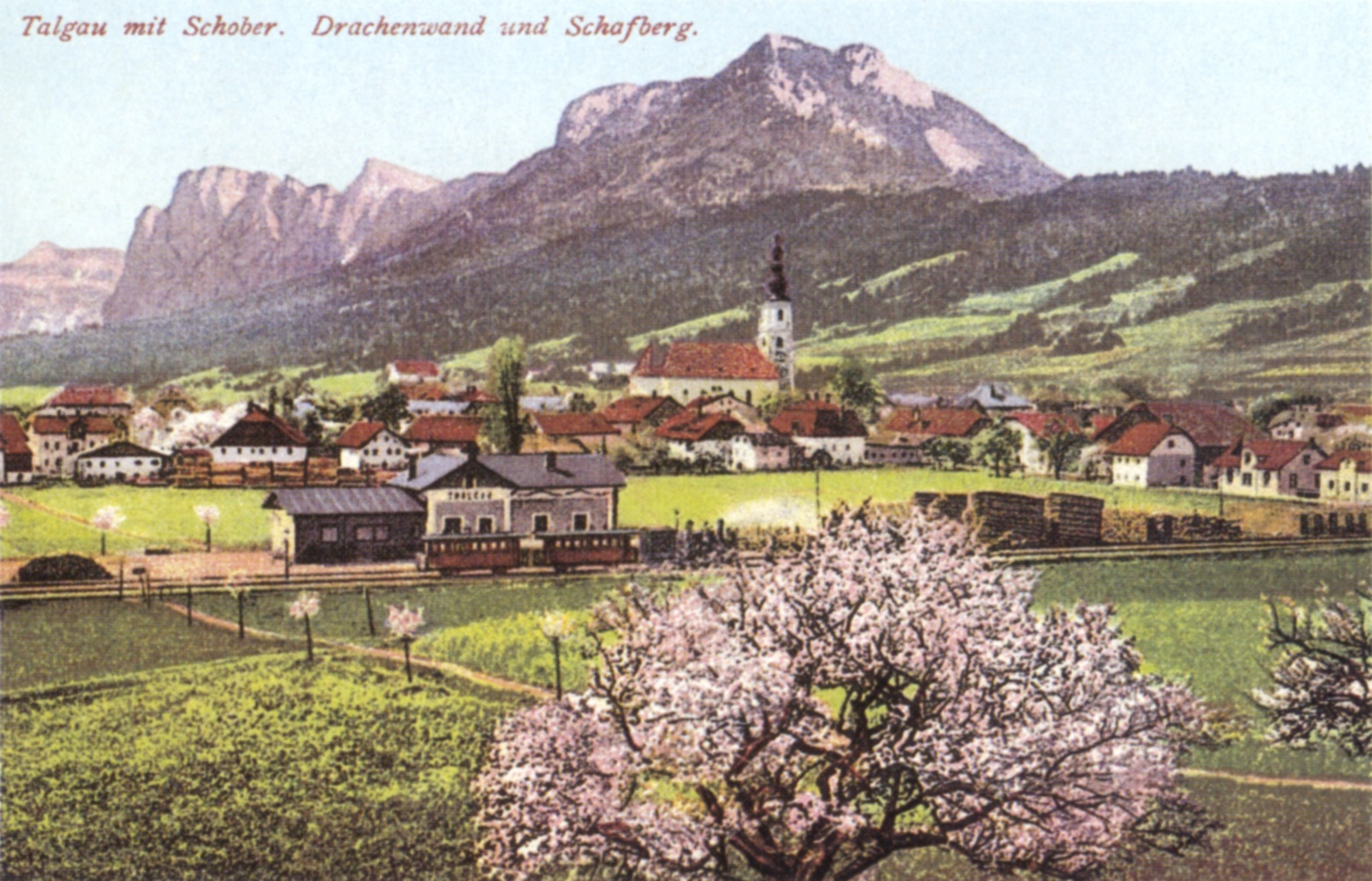
Thalgau, Blickrichtung Südosten: Mit Schober, Drachenwand und – als Spitze zwischen beiden hervorragend – Schafberg (um 1905: vorne eine Garnitur der Salzkammergut Lokalbahn)
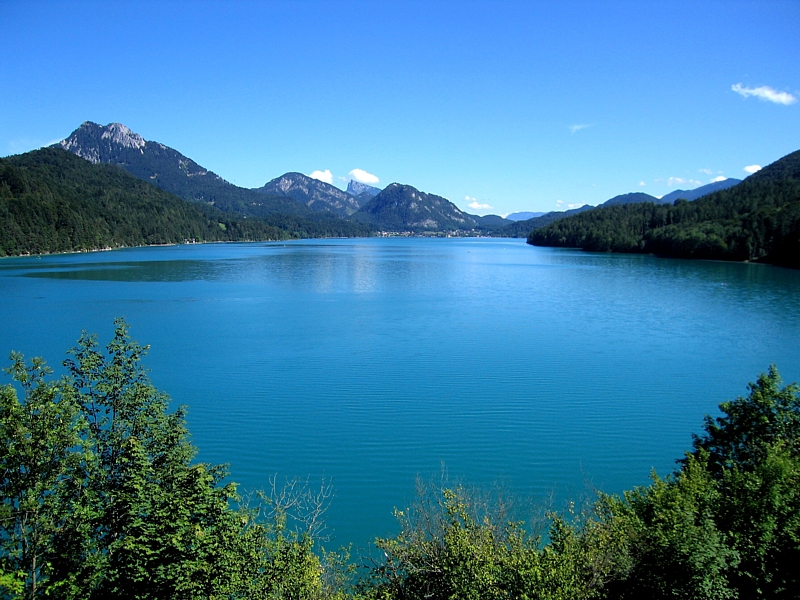
Blick von Schloss Fuschl, Richtung Osten: Schober (links); Mitte Höllkar (1169 m) und Ellmaustein (1047 m, über Ort Fuschl), dazwischen fern der Schafberg, rechts fern Totes Gebirge über Bad Ischl (Blick durch die Wolfgangsee-Ischler Achen-Furche)
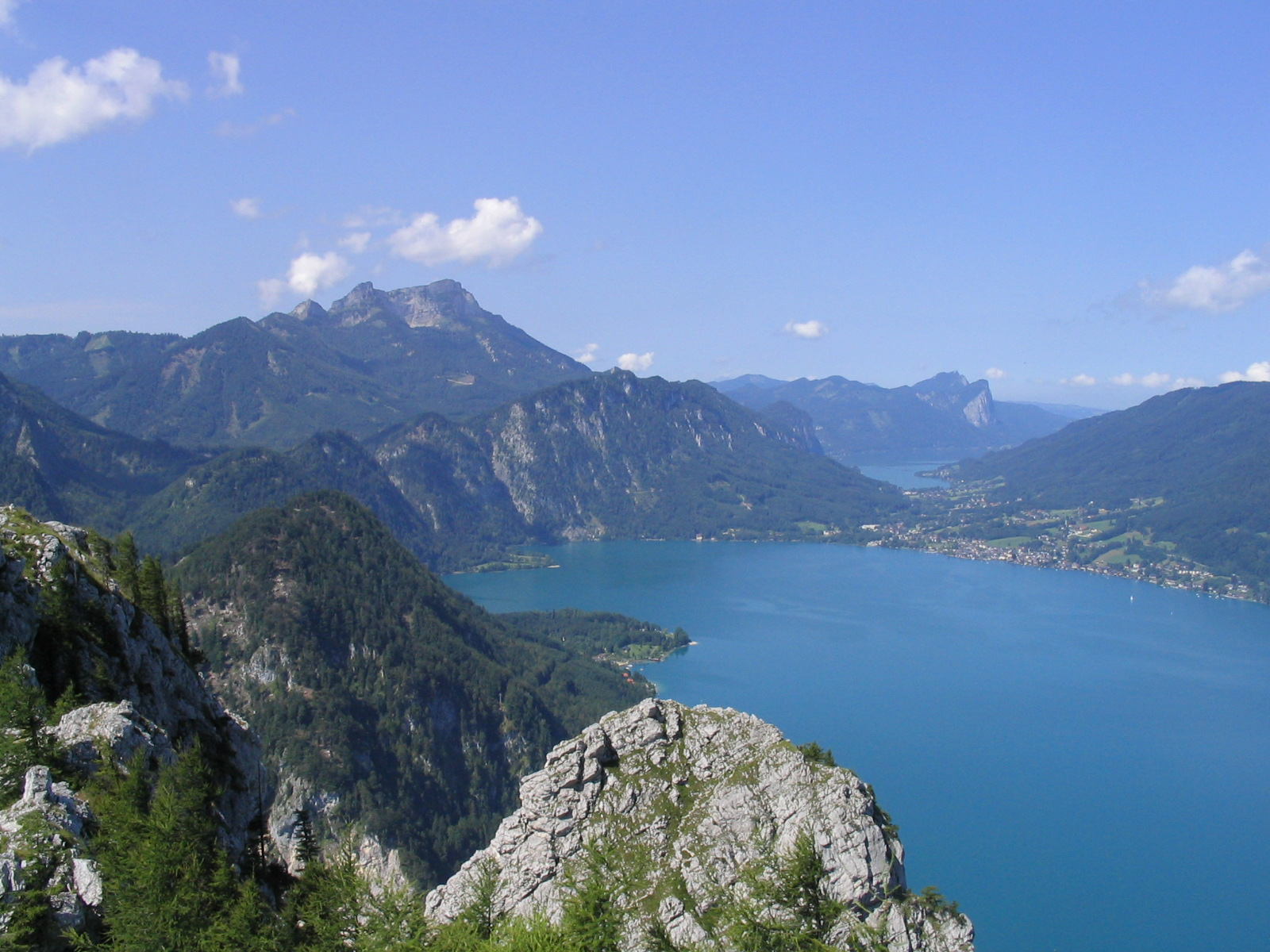
Blick vom Schoberstein (1037 m, Höllengebirge), nach Westen: Drachenwand-Schober-Kante (rechts); Blick über Attersee, Unterach am Attersee, Mondsee, Schafberg (links) mit Ackerschneid und Kienbergwand (Mitte), Hochplett (ganz rechts).
Blick auf das Gipfelkreuz des Frauenkopfes. Das Jubiläumskreuz wurde im Jahre 1954 zur Feier 80 Jahre Ö.A.V. Zweig Mondsee erstellt.

### Aussicht
Die Aussicht am Schober umfasst den Fuschlsee mit dem Ort Fuschl, das breite und flache Tal der Fuschler Ache/Griesler Ache von Thalgau bis nach Mondsee, jenseits die Westautobahn und den Kolomansberg, den Irrsee und den Mondsee.

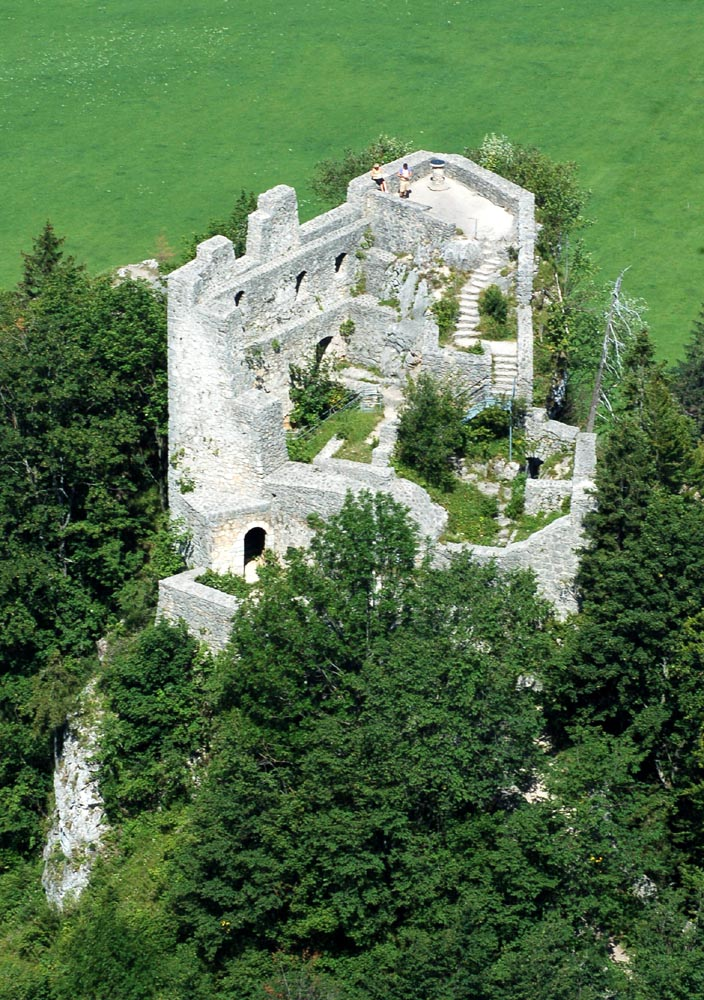
Burgruine Wartenfels, vom Westgrat des Schobers
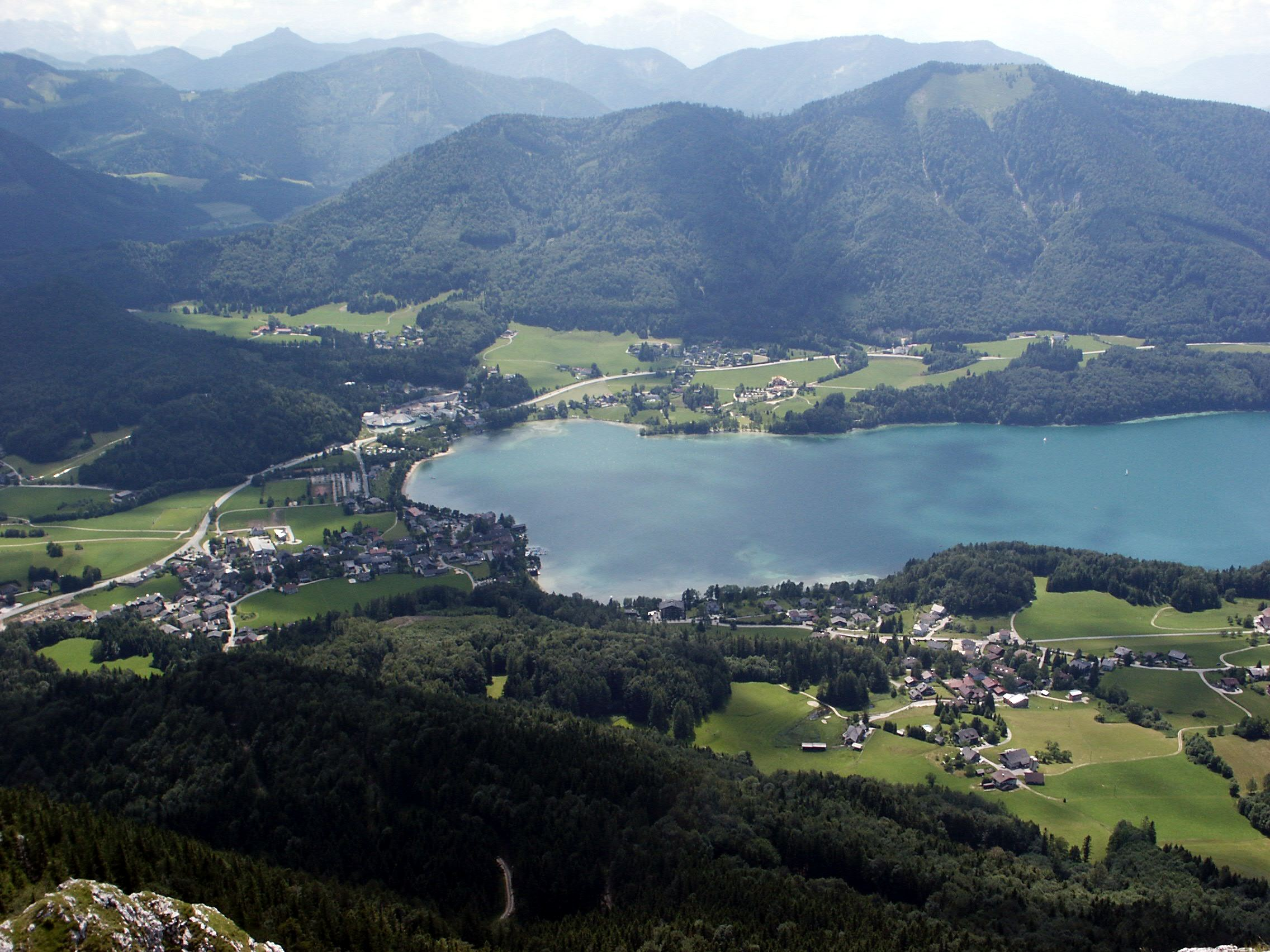
Ort Fuschl und Fuschlsee vom Frauenkopf